# Natalia Shakhovskaya
Natalia Shakhovskaya (Moscou, 27 de setembro de 1935 – Moscou, 20 de maio de 2017) foi uma  violoncelista russa. Estudou violoncelo no Gnessin School of Music e, mais tarde, no Conservatório de Moscovo, orientada por S. Kosolupov. Concluiu os seus estudos com Mstislav Rostropovich.
Tendo vencido as mais importantes competições de violoncelo na Rússia e no estrangeiro (ganhou o primeiro prémio/medalha de ouro na Competição Internacional Tchaikovsky), Natalia Shakhovskaya prosseguiu uma carreira ativa enquanto solista, quer em recitais, quer à frente das melhores orquestras e maestros do mundo.
Deu aulas no Conservatório de Moscovo de 1974 até 1995 após Rostropovich ter renunciado ao cargo à sua saída da Rússia.
Mais de quarenta dos seus alunos ganharam competições internacionais. Shakhovskaya dava aulas por todo o mundo e era jurada em competições internacionais.
Foi professora principal na Escola Superior de Música Rainha Sofia, em Madrid, Espanha.